# Айзенменгер, Вольфганг
Вольфганг А́йзенменгер (нем. Wolfgang Eisenmenger; род. 4 февраля 1944 год, Вальдсхут) — немецкий судебный медик, преподаватель и директор Института судебной медицины Мюнхенского университета в 1989—2009 годах. Член Леопольдины.

## Биография
Окончив в 1963 году гимназию в Вальдсхуте, Айзенменгер решил стать сельским врачом и обучался медицине во Фрайбургском и Венском университетах. Защитив докторскую диссертацию, работал ассистентом в институте судебной медицины. С февраля 1972 года работал в Институте судебной медицины в Мюнхене. В 1977 году хабилитировался, получил звание профессора, не принял приглашение из Фрайбургского университета, а в октябре 1989 года стал преемником Вольфганга Шпанна на кафедре Мюнхенского университета и возглавил Институт судебной медицины. На время его работы директором Института судебной медицины пришлось расследование многих известных убийств, а кроме того генетическое исследование происхождения Каспара Хаузера и окончательное решение по вопросу идентичности останков Мартина Бормана. В конце марта 2009 года Айзенменгер вышел на пенсию, его преемником в Институте судебной медицины стал Маттиас Грав. Вольфганг Айзенменгер женат, отец двух взрослых дочерей. Награждён почётным знаком «За заслуги перед Австрийской Республикой» и баварским орденом «За заслуги».